# Oscar Pettiford (album)
Oscar Pettiford (uscito anche con il titolo Oscar Pettiford Modern Quintet) è un album di Oscar Pettiford, pubblicato dalla Bethlehem Records nel 1954. I brani furono registrati nel settembre di quell'anno a New York (il retro della copertina dell'LP indica come data di registrazione il mese di gennaio, in altre fonti essa viene fatta risalire appunto al settembre 1954). Il quarto brano (B1) in alcune pubblicazioni reca il titolo Trictrotism, in altre Trictatism o Tricotism.

## Tracce
Lato A
1. Sextette – 2:56 (Gerry Mulligan)
2. Golden Touch – 2:33 (Quincy Jones)
3. Cable Car – 2:20 (Oscar Pettiford, Sonny Clark)

Lato B
1. Trictrotism – 2:41 (Oscar Pettiford)
2. Edge of Love – 2:24 (Goode, Baker, Charles Ables)
3. Rides Again – 2:33 (Oscar Pettiford)

## Musicisti
- Oscar Pettiford - contrabbasso
- Oscar Pettiford - violoncello
- Charlie Rouse - sassofono tenore
- Duke Jordan - pianoforte
- Julius Watkins - corno francese
- Ron Jefferson - batteria